# 39 км (зупинний пункт, Криворізька дирекція Придніпровської залізниці)
39 кілометр — пасажирська зупинна залізнична платформа Криворізької дирекції Придніпровської залізниці.
Розташована за кількасот метрів від с. Лозуватка, Криворізький район, Дніпропетровської області на лінії Рядова — Мусіївка між станціями Грекувата (8 км) та Карачуни (12 км).
На платформі зупиняються приміські електропоїзди.